# Theia (Protoplanet)

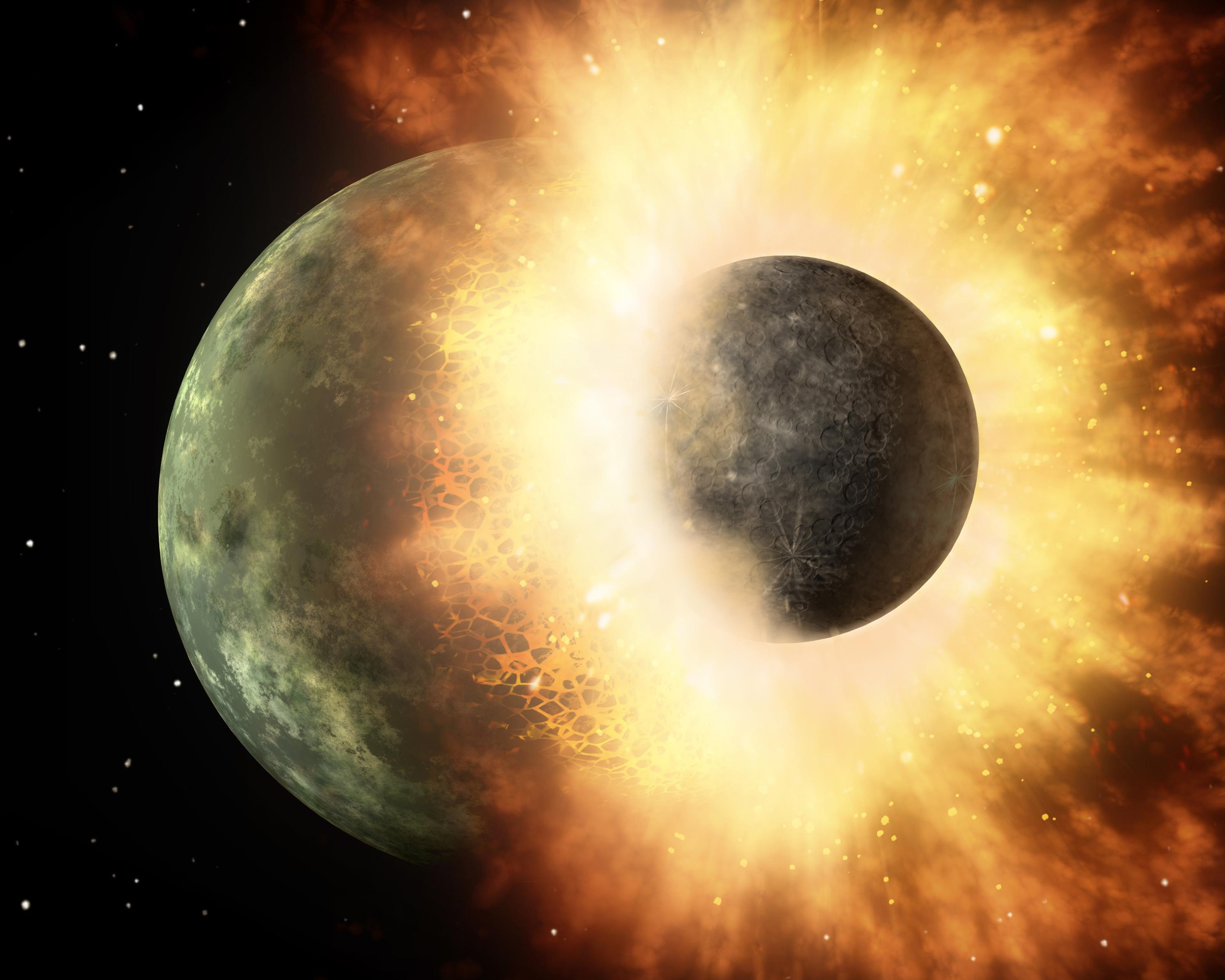
Künstlerische Darstellung einer ähnlichen Kollision

Theia ist ein hypothetischer Protoplanet, der gemäß der Kollisionstheorie der Mondentstehung vor etwa 4,5 Milliarden Jahren mit der Erde kollidierte. Theia selbst wurde bei dieser Kollision zerstört. Die beim Einschlag entstandenen Bruchstücke sammelten sich in einer Umlaufbahn um die Erde. Im weiteren Verlauf bildete sich daraus der Mond. Nach dieser Theorie war Theia etwa so groß wie der Mars. Nach einem dieser Modelle hatte sich Theia im Lagrangepunkt L4 des Erde-Sonne-Systems gebildet. Sie folgte über lange Zeit der Erde als „Trojaner“, bevor es zur Kollision kam.

## Name
Der Name Theia für den hypothetischen Impaktor wurde erstmals in einer Arbeit aus dem Jahr 2000 (A. N. Halliday) verwendet und stammt aus der griechischen Mythologie. Die Mondgöttin Selene wurde nach diesem Mythos von der Titanin Theia geboren.

## Entstehung
Die Isotopenzusammensetzung im Erdmantel- und Mondgestein lassen den Schluss zu, dass der größte Teil des Materials, aus dem sich der Mond bildete, dem Mantel der Protoerde entstammt.
Ursprünglich wurde angenommen, dass das Material Theias zu keiner Veränderung der Isotopenzusammensetzung der Protoerde geführt hat. Dieser Umstand konnte unterschiedlich gedeutet werden:
- Theia entstand im gleichen Abstand von der Sonne wie die Protoerde, und wegen der großen Sonnennähe setzte Theia sich ebenfalls zum größten Teil aus Silikaten zusammen, oder
- Theia bestand überwiegend aus Eis.[2]

Die Theorie, wonach Theia im Lagrangepunkt L4 des Erde-Sonne-Systems entstanden ist, spricht für erstere Möglichkeit. Neuere Simulationen, die die chaotischen Effekte der Bewegung in der Nähe von Lagrangepunkten einbeziehen, zeigen, dass ein Körper, der sich in L4 bildet, tatsächlich die nötige Geschwindigkeit erreichen kann, um den Mond entstehen zu lassen.
Das Ergebnis einer 2014 abgeschlossenen Untersuchung, in der die Häufigkeit bestimmter Sauerstoffisotope in Mondgestein analysiert und erstmals ein Unterschied der Sauerstoffisotopie im Vergleich zum Erdgestein festgestellt wurde, wird als Indiz für die Mondentstehung aus einer Kollision der Erde mit einem großen Impaktor, wie einem Asteroiden, gedeutet. Die Untersuchungsergebnisse sollen auch darauf hindeuten, dass Theias chemische Zusammensetzung derjenigen der Meteoriten-Gruppe der Chondriten (Enstatit-Chondriten oder kohlige Chondriten) geähnelt hat.
Nach Gerrit Budde, Christoph Burkhardt und Thorsten Kleine kann anhand des Isotopenverhältnisses des Molybdäns der Erde belegt werden, dass Theia aus dem äußeren Sonnensystem stammte und somit auch einen Großteil des Wassers auf die Erde brachte. Bislang war der hohe Wassergehalt der Erde schwer erklärbar gewesen (siehe auch: Herkunft des irdischen Wassers). Diese Erkenntnisse widerlegen auch die Theorie, dass Theia gemeinsam mit der Erde als Zwilling entstanden ist.
Im November 2023 verglich ein Forscherteam tomographische Anomalien (siehe Large low-shear-velocity provinces) im Erdmantel mit modellierten möglichen Überresten von Theia im Erdmantel und kam zu einer Übereinstimmung.